# Gare d'Ennassim
La Gare d'Ennassim est une gare ferroviaire marocaine, située au sud de la ville de Casablanca, elle dessert le parc de Casablanca Nearshore et le quartier d'Ennassim.

## Service des voyageurs

### Intermodalité
La gare est desservie par les lignes de bus 9E et 7 (de l'autre côté de la passerelle enjambant les voies) du réseau Casabus.